# Боян Дімоський
Боян Дімоський (мак. Бојан Димоски, нар. 23 листопада 2001, Прилеп) — македонський футболіст, півзахисник російського клубу «Акрон».
Виступав, зокрема, за клуби «Вардар» та «Академія Пандєва», а також національну збірну Північної Македонії.

## Клубна кар'єра
Народився 23 листопада 2001 року в місті Прилеп. Вихованець юнацьких команд футбольних клубів «Тетекс» та «Вардар».
У дорослому футболі дебютував 2019 року виступами за команду «Вардар», у якій провів один сезон, взявши участь у 14 матчах чемпіонату. 
Своєю грою за цю команду привернув увагу представників тренерського штабу клубу «Академія Пандєва», до складу якого приєднався 2020 року. Відіграв за клуб зі Струмиці наступні три сезони своєї ігрової кар'єри. Більшість часу, проведеного у складі «Академії Пандєва», був основним гравцем команди.
До складу клубу «Акрон» приєднався 2023 року. Станом на 2 вересня 2023 року відіграв за команду з Тольятті 6 матчів в національному чемпіонаті.

## Виступи за збірні
У 2019 році дебютував у складі юнацької збірної Північної Македонії (U-19), загалом на юнацькому рівні взяв участь у 9 іграх.
Протягом 2020–2022 років залучався до складу молодіжної збірної Північної Македонії. На молодіжному рівні зіграв у 7 офіційних матчах, забив 1 гол.
У 2022 році дебютував в офіційних матчах у складі національної збірної Північної Македонії.
| Дата       | Місто             | Господарі          | Результат | Гості              | Турнір                               | Голи | Примітки |
| ---------- | ----------------- | ------------------ | --------- | ------------------ | ------------------------------------ | ---- | -------- |
| 12-6-2022  | Скоп'є            | Північна Македонія | 4 – 0     | Гібралтар          | Ліга націй УЄФА 2022-2023 - 1-й етап | -    | 46'      |
| 22-10-2022 | Абу-Дабі          | Саудівська Аравія  | 1 – 0     | Північна Македонія | товариський матч                     | -    |          |
| 20-11-2022 | Скоп'є            | Північна Македонія | 1 – 3     | Азербайджан        | товариський матч                     | -    | 76'      |
| 9-9-2023   | Скоп'є            | Північна Македонія | 1 – 1     | Італія             | Відбір до ЧЄ 2024                    | -    | 74'      |
| 12-9-2023  | Та-Калі           | Мальта             | 0 – 2     | Північна Македонія | Відбір до ЧЄ 2024                    | -    | 86'      |
| 14-10-2023 | Прага             | Україна            | 2 – 0     | Північна Македонія | Відбір до ЧЄ 2024                    | -    | 46'      |
| 17-10-2023 | Струмиця (община) | Північна Македонія | 3 – 1     | Вірменія           | товариський матч                     | -    | 62'      |
| Усього     |                   | Матчів             | 7         |                    | Голів                                | 0    |          |